# Bohumil Baďura

Bohumil Baďura (18. července 1929 v Kateřinicích – 21. září 2014 v Praze) byl český historik a přední iberoamerikanista.

## Biografie
Vystudoval češtinu a dějepis na Pedagogické fakultě Masarykovy univerzity v Brně, později absolvoval Filozofickou fakultu Univerzity Karlovy v Praze, obor historie. Pracoval jako redaktor Československé tiskové kanceláře, od roku 1962 působil po třicet let v Ústavu československých a světových dějin ČSAV (dnes Historický ústav AV ČR). Externě přednášel ve Středisku iberoamerických studií na FF UK, byl hostujícím profesorem na univerzitě v Santiagu de Cuba a kromě toho absolvoval řadu stáží v zemích Evropy (Rakousko, Německo, Španělsko, Francie) i Latinské Ameriky (Mexiko, Kuba). V roce 1982 se stal členem Evropské rady pro sociální výzkum Latinské Ameriky (CEISAL).
Zabýval se zejména koloniálními dějinami Kuby a Mexika, česko-španělskými vztahy raného novověku a vybranými tématy 20. století. Mimo jiné se podílel na sepsání syntéz ABC světových dějin a Dějiny Latinské Ameriky. Byl členem-korespondentem španělské Královské akademie historie a nositelem Řádu Isabely Katolické.

## Výběr z díla
- Diplomacie bez rukaviček. Praha : NPL, 1962. (s V. Janáčkem)
- Některé aspekty španělského a britského kolonialismu v Americe v 16. a 17. století. Praha : Ústav československých a světových dějin ČSAV, 1973.
- Španělsko-americká válka 1898. První mezinárodní válečný konflikt v epoše imperialismu. Praha : Academia, 1989.
- Los países checos y Espana. Dos estudios de las relaciones checo-espanolas. Praga : Karolinum, 2007.
- Páginas de la historia del pueblo del Caney. Praga : Karolinum, 2013.

## Personální bibliografie Bohumila Baďury
- K problému španělské absolutní a „universální“ monarchie v 17. stol. In: Časopis Matice moravské 77, 1958, č. 3/4, s. 375-385.
- K současné španělské historiografii. In: Československý časopis historický 6, 1958, č. 1,       s. 146-148.
- Kuba bojující a vítězná. In: Co vás zajímá, 1959, č. 11/12, s. 44-49, [4] obr.
- Zápas o Valtellinu a český odboj protihabsburský (1618-1620). In: Sborník historický 7, 1960, s. 123-156. Zpr.: K. Obersdorffer, in: Historische Zeitschrift, Bd. 193, 1961, s. 235.
- spoluator Vít Janáček: Diplomacie bez rukaviček. Praha, Nakladatelství politické literatury 1962. 125, [16] s., 1 příl.  Zpr.: Josef Polišenský, in: Československý časopis historický 12, 1964, s. 441-442
- /anonymně/ Diego Rivera o sobě. In: Latinská Amerika 2, 1963, č. 9, s. 6-8.
- Poznámky o organizaci historického bádání v Mexiku. In: Československý časopis historický 11, 1963, č. 1, s. 86-94.
- První konference skupiny pro LA. (15. 1. 1963). In: Věstník ČSAV 72, 1963, č. 3, s. 379-381.
- První konference skupiny pro LA. (15. 1. 1963), In: Československý časopis historický 11, 1963, č. 3, s. 411-412.
- Plány na integraci indiánského obyvatelstva v Peru. In: Latinská Amerika 3, 1964, s. 22-25.
- Apuntes sobre los orígenes del comercio vidriero entre Bohemia y México (1787-1839). In:  Historica 9, 1964, s. 69-134.
- Z pramenů k ruským objevným cestám v 2. pol. 18. století v mexickém archivním fondu. In: Československý časopis historický 11, 1963, s. 805-813.  Zpr.: N. M. Pašajeva, in: Voprosy istorii 39, 1964, č. 11, s. 205-206.
- K počátkům obchodu se sklem mezi Čechami a Mexikem (1787-1838). In: Bulletin KPDK 2-3, 1964-1965, s. 30-31.
- Několik informací o předpokladech a vývoji studia dějin Latinské Ameriky ve Španělsku. In: Československý časopis historický 13, 1965, s. 578-594.
- Agrární otázka a názory na ni v mexické revoluci 1910-1917. In: Sborník historický 14, 1966, s. 135-185. Rés. angl.
- A propósito de Fundamentos de Historia. In: Revista de la Biblioteca Nacional „José Martí“, Habana 1967, č. 2, s. 5-24.  Zpr.: -J.P.-/=Josef Polišenský/, in: Československý časopis historický 16, 1968, č. 4, s. 603.
- Algunos Informes acerca de la Organización y las Condiciones de Investigación Histórica en Cuba. In: Ibero-Americana  Pragensia 2, 1968, s. 207-228.
- Biografía de la Hacienda de San Nicolás de Ulapa. In: Ibero-Americana Pragensia 4, 1970, s. 75-111.  Zpr.: E. Vanyoung, in: Latin American Research Review, Vol. 18, 1983, s. 5.
- La historia de Cuba durante el primer decenio socialista. In: Revista de la Biblioteca Nacional „José Martí“, La Habana 1970, s. 3-34.
- Los Franceses en Santiago de Cuba a Mediados del Aňo de 1808. In: Ibero-Americana Pragensia 5, 1971, s. 157-160.
- Některé aspekty španělského a britského kolonialismu v Americe v 16. a 17. století. In: Sborník k problematice dějin imperialismu 2, 1973, s. 1-189.  Recenze: J. Polišenský, in: Ibero-Americana Pragensia 9, 1975, s. 227-228.
- Emiliano Zapata a jeho role v mexické revoluci. In: Společenské vědy ve škole 31, 1974-1975, č. 7, s. 197-200.
- Sobre la Inmigración Alemana en Cuba durante la Primera Mitad del Siglo XIX. In: Ibero-Americana Pragensia 9, 1975, s. 71-105; Continuación IAP 10, 1976, s. 111-136.
- Z historie francouzské imigrace na Kubě počátkem 19. století. In: Sborník historický 23, 1975, s. 169-199.
- Československé zbraně a diplomacie ve válce o Gran Chaco. In: Sborník historický 24, 1976, s. 137-185.
- Agrární tisk a španělská občanská válka. In: Sborník k problematice dějin imperialismu 5, 1978, s. 381-396.
- Komposice půdy v Novém Španělsku v 17. a 18. století. In: Hospodářské dějiny. Economic History 1, 1978, s. 295-371. Res. rus., angl.
- Z postoje českého pravicového tisku k španělské národně revoluční válce. In: Sborník k problematice dějin imperialismu 6, 1979, s. 161-248.
- Los intereses de la burgesía checoslovaca en la guerra de Gran Chaco. 1a parte. In: Ibero-Americana  Pragensia 14, 1980, s. 169-201. 2a parte. In: Ibero-Americana  Pragensia 15, 1981, s. 161-192.
- spoluatorka Libuše Neckářová: La Ibero-Americanística y el Instituto de Historia Chechoslovaca e Universal de la ACCh. In: Ibero-Americana Pragensia 15, 1981, s. 222.
- K historii prvních spolků českých a slovenských vystěhovalců v Argentině. In: Sborník k problematice dějin imperialismu 11, 1981, s. 279-332.
- Španělsko v letech 1970-1979. (Základní vývojové tendence vyspělých západních kapitalistických zemí.) In: Sborník k problematice dějin imperialismu 9, 1981, s. 149-180.
- Poznámky ke vzniku fašismu ve Španělsku. In: Sborník k problematice dějin imperialismu 13, 1982, s. 247-275.
- Realizace výsledků španělsko-americké války. In: Sborník k problematice dějin imperialismu 15, 1983, s. 53-62.
- Apuntes sobre las composiciones de tierras en la Nueva Espaňa. In: Historica 24, 1984, s. 187-240.
- Una Conferencia de Iberoamericanistas en Praga (noviembre de 1991). [1.11.1991]. In:  Ibero-Americana Pragensia  26, 1992, s. 287-288.
- Los intereses de la burguesía checoslovaca en la guerra de Gran Chaco. In: Ibero-Americana Pragensia 14, 1984, s. 169-201; IAP 15, 2005, s. 161-191.
- Počátky a předpoklady fašismu ve Španělsku. In: Sborník k problematice dějin imperialismu 18, 1985, s. 57-239.
- La idea y la práctica del fomento de la población blanca en Cuba en la primera mitad del siglo XIX. In: Revista Universitaria de Historia, Caracas, Universidad de Santa María, aňos 1985-1986-1987, No. 9, s. 41-70.
- Antifašistické hnutí ve Španělsku. In: Karel Herman a kol., Boj evropských národů proti fašismu v letech 1933-1945, Praha, Academia 1988, s. 108-136.
- Konference o zrušení otroctví na Kubě. In: Latinská Amerika. Dějiny a současnost 1, 1988, s. 232-236.
- Mezinárodní kolokvium Výboru historiků Španělska - NDR v Lipsku. In: Latinská Amerika. Dějiny a současnost 1, 1988, s. 249-252.
- Los Checoslovacos en Argentina durante la Primera Guerra Mundial. In: Ibero-Americana Pragensia 23, 1989, s. 213-237.
- Kolokvium o alternativách sociálního vývoje v Latinské Americe v Rostocku. In: Latinská Amerika. Dějiny a současnost, Praha, Orientální ústav ČSAV 1989, sv. 2, s. 311-317.
- Španělsko-americká válka 1898. První mezinárodní válečný konfllikt v epoše imperialismu. Praha, Academia 1989. 279 s.  Rec.: Pavel Bosák, Historie a vojenství 39, 1990, č. 4, s. 169-170; Světlana Rysková, Český časopis historický 88, 1990, č. 6, s. 931-932.
- El Corazón de Europa y el Nuevo Mundo. In: 17. Congreso International de Ciencias Históricas. I., II / Comité International des Sciences Historiques. Madrid, Comité Español de Ciencias Históricas 1990, s. 20-21.  Ze XVII. mezinárodního kongresu historických věd. In:  Folia Historica Bohemica 14, 1990, s. 539-546
- 17. mezinárodní kongres historických věd v Madridu. In: Český časopis historický 89, 1991, č. 2, s. 306-312.

- Hispanica de los siglos XVI y XVII en los archivos de Bohemia y Moravia. Publicado con ocasión del XVII Congreso Internacional de Ciencias Históricas en Madrid. Praga, Instituto de Historia de la Academia Checoslovaca de Ciencias 1990. 34 s.
- Rec.: Jaroslav Pánek, Český časopis historický 89, 1991, č. 5-6, s. 838-839.
- Hispanica e hispanoamericana de los siglos XVI y XVII en los archivos de Bohemia y Moravia. In: Ibero-Americana Pragensia 26, 1992, s. 195-215.
- Španělsko Katolických králů. In: Dějiny a současnost 14, 1992, č. 5, s. 19-25.
- Styky mezi Českým královstvím a Španělskem ve středověku. In: Táborský archiv 7, 1995-1996, s. 5-87.
- spoluautorství Monika Baďurová: Vystěhovalectví z českých zemí do Brazílie před vznikem ČSR. In: Český lid, 82, 1995, č. 4, s. 323-335. Rés. port.
- La Isla de Tenerife en los viajes y en la vida de Enrique Stanko Vráz. In: XII Coloquio de Historia Canario-Americana. Gran Canaria, Ediciones del Cabildo Insular 1996, s. 649-661.
- Ditrichštejnové a Španělsko. In: České země a Španělsko. Ostrava, Filozofická fakulta Ostravské univerzity 1996, s. 41-58.
- Josef Polišenský. In: Zpravodaj Historického klubu 7, 1996, Praha, Historický klub - Sdružení českých historiků, č. 2, s. 44-45.
- spoluautorství Monika Baďurová: A emigração dos países tchecos ao Brasil antes de originar-se a República Tchecoslovaca. In: Ibero-Americana Pragensia 31, 1997, s. 41-67.
- La Casa de Dietrichstein y España. In: Ibero-Americana Pragensia 33, 1999, s. 47-67.
- Apuntes sobre las composiciones de tierras en la Nueva España. In: Novahispania 5, 2000, s. 5-86.
- spoluautor Josef Polišenský, Kardinál Dietrichstein a Martyrologium z Gerony. In:  Jižní Morava 36, 2000, sv. 39, s. 253-254.
- El caso de algunos ex-misionesros jesuitas: las gestiones para su liberación. In: Manfred Tietz (ed.), Los jesitas expulsos. Su imagen y su contribución al saber sobre el mundo hispánico en la Europa del siglo  España XVIII. Madrid – Frankfurt am Main, Iberoamericana – Vervuert 2001, s. 133-168.
- Josef Polišenský, una cumbre de la historiografía checa. In Memoriam (16.12.1915 Prostějov - 5.1.2001 Praga). In: Ibero-Americana Pragensia 35, 2001, s. 9-16.
- Sátira contra El Escorial: Comparación de tres manuscritos. In: Ibero-Americana Pragensia 35, 2001, s. 77-94.
- Alžír nebo Čechy? Španělské dilema. In: Český časopis historický 100, 2002, č. 3, s. 586-628. Rés. špan.
- Vicisitudes de vida de un esclavo cubano. In:  Ibero-Americana Pragensia 38, 2004, s. 129-134.
- Markýza de Mondéjar. In: Jižní Morava 40, 2004, sv. 43, s. 81-108. Rés. něm.
- Markýza de Mondéjar. [Část] II. In: Jižní Morava 41, 2005, sv. 44, s. 59-82. Rés. něm.
- Los Borja y el Reino de Bohemia. In: Ibero-Americana Pragensia 39, 2005, s. 43-72.
- K počátkům obchodu se sklem mezi Čechami a Mexikem. In: Porta Bohemica. Sborník historických prací 3, 2005, s. 120-194.  Rés. šp.
- Epílogo de las relaciones entre la compañía Hiecke, Rautenstrauch, Zincke y Tadeo Haenke. In: Josef Opatrný (ed.), La expedición de Alejandro Malaspina y Tadeo Haenke,  Praha, Karolinum 2005, s. 125-129. (Ibero-Americana Pragensia, Supplementum 14, 2005)
- Documenti ignoti sui comici italiani della terza decade del seicento. In: Folia Historica Bohemica 21, 2005, s. 211-218.
- Poznámky k řádu točenice. In: Heraldika a genealogie  39, 2006, č. 3-4, s. 273-274.
- Los Países Checos y España. Dos estudios de las relaciones checo-españolas. (Trad. Pablo Chacón Gil - Miguel José Cuenca Drouhard) Praha,  Karolinum 2007. 227 s. (Ibero-Americana Pragensia, Supplementum 16, 2006.) [první studie je překladem titulu: Styky mezi Českým královstvím a Španělskem ve středověku. In: Táborský archiv 7, 1995 (1996), s. 5-87]
- Los intereses económicos de los Dietrichstein y España. In: Josef Opatrný (ed.), Las relaciones checo-españolas, Praha, Karolinum 2007, s. 47-92. (Ibero-Americana Pragensia, Supplementum 20, 2007.)
- Dampierrova první zpráva o bitvě u Věstonic. In: Jižní Morava  43, 2007, sv. 46, s. 213-221. Rés. něm.
- Josef Polišenský - iberoamerikanista. In: Ad honorem Josef Polišenský (1915-2001). Olomouc, Univerzita Palackého, Filozofická fakulta 2007, s. 29-57.
- IV Simposio Internacional La emigración centroeuropa a América Latina. Emigración en testimonios y novelas. (Praga, 26 al 27-VII-2006).  In: Ibero-Americana Pragensia 40, 2006 (2008), s. 257-259.
- Hospodářské zájmy Ditrichštejnů ve Španělsku v 16. - 18. století. In: Jižní Morava 46, 2010, sv. 49, s. 55-100. Rés. něm.
- Páginas de la historia del pueblo del Caney. Praha, Karolinum 2013. 352 s. (Ibero-Americana Pragensia, Supplementum 30, 2012). Recenze: Sandro Pellegrini, Gli „Indiani“ di Colombo, in:A Compagna Dictis facta respondent. Bolletino trimestrale, Omaggio al soci, XLIX, num. 4, s. 10-11.
- Palabras de homenaje a Josef Polišenský y Josef  Opatrný y un balance de las actividades del Centro de Estudios Ibero-Americanos. In: Ibero-Americana Pragensia 44, 2010 (2016), s. 6-15.
- ¿Argel o Bohemia? El dilema español (1618–1619) – 1a parte. In: Ibero-Americana Pragensia 44, 2010 (2016), s. 43-66.

### Spoluautorství na kolektivních dílech
- Fidel Castro, Projevy. Praha SPNL 1962. 530, s. [17] příl., obr. [kolektivní překlad]
- Antonín Šnejdárek a kol., Bibliografie prací o Latinské Americe. [Část] A. Práce v československých knihovnách. [Část] B. Vybraná bibliografie hlavních zahraničních prací. Praha, Historický ústav ČSAV 1963. 2 sv., 1-408, 409-509 s.
- ABC světových dějin. 1. vyd. Praha: Orbis, 1967. 1155, [15] s. (Věda a život.)
- Documenta Bellum Tricenalle Illustrantia. Tomus 2. Der Beginn des Dreissigjähriges Krieges. Der Kampf um Böhmen. Quellen zur Geschichte des Böhmisches Krieges (1618-1621). Ed. Miroslav Toegel a kol. Praha, Academia 1972. 332 s., příl.  Zpr.: Josef Janáček, in:  Československý časopis historický 21, 1973, č. 2, s. 277-278.
- Documenta Bohemica Bellum Tricennale illustrantia. Tomus 6. Der grosse Kampf um die Vormacht in Europa. Die Rolle Schwedens und Frankreichs. Quellen zur Geschichte des Dreissigjähriges Krieges 1635-1643. Ed. B. Baďura a kol. Praha, Academia 1978. 533 s.  20 příl.  Zpr.: Jaroslav Pánek, in: Československý časopis historický 28, 1980, č. 4, s. 614-615.
- Dějiny Latinské Ameriky. Praha, Svoboda 1979. (autorství textu na s. 89-213).

### Zprávy o literatuře,  recenze (chronologicky)
- spoluautor Josef Polišenský: Falešný obraz Bílé Hory /recenze práce B. Chudoby/. In: Československý časopis historický 3, 1955, č. 4, s. 674-679
- Bohdan Chudoba, Spain and the Empire 1519-1643. The University of Chicago Press 1952. 299 s. In: Československý časopis historický 3, 1955, s. 677-679.
- Bartolomé de Las Casas, O zemích indijských pustošení a vylidnění zpráva nejstručnější. Přeložil a vydal Fr. Gel, předmula J. Plojhar. Praha, Československá strana lidová 1954. 256 s. + 3 mapy. In: Československý časopis historický 4, 1956, s. 528-529.
- Nové práce k dějinám objevných cest a k počátkům kolonialismu. In: Československý časopis historický 4, 1956, č. 3, s. 524-529.
- William Hickling Prescott, Dějiny dobytí Mexika. Přel. Libuše Vokrová-Ambrosová. Předml. Čestmír Loukotka - Otakar Nahodil. Praha, Orbis 1956. 584 s. In: Československý časopis historický 5, 1957, č. 4, s. 795-796.
- Revista de los Archivos Nacionales de Costa Rica 19. San José, 1955. 368 s. In: Československý časopis historický 5, 1957, č. 2, s. 375.
- Pedro María Anaya Ibarra, Precursores de la Revolución Mexicana. Mexico 1955. 126 s.  In: Československý časopis historický 6, 1958, č. 2, s. 380.
- Julio Le Riverend Brusone, La República: Dependencia y Revolución. Havana 1961. 262 s. In: Československý časopis historický 11, 1963, č. 1, s. 128.
- Waldo Ross, Doce Clásicos de la Prosa Hispanoamericana. Halle (Saale) 1962. 149 s.  In: Československý časopis historický 11, 1963, č. 1, s. 128.
- Ernesto de la Torre Villar, Las Fuentes Francesas para la Historia de México y la Guerra de Intervención. México, Sociedad Mexicana de Geografía y Estadística 1962. 124 s. In: Československý časopis historický 11, 1963, č. 3, s. 381.
- Perú Indígena. Organo del Instituto Indigenista Peruano 8, 9, č. 18–21. Lima, 1959, 1960. In: Československý časopis historický 11, 1963, č. 3, s. 381.
- José Manuel Pérez Cabrera, Historiografía de Cuba. México, Instituto Panamericano de Geografía e Historia, 1962. 394 s. In: Československý časopis historický 11, 1963, č. 3, s. 404.
- Francisco Gamboa, Costa Rica. Monografía económico-social. La Habana 1963. 271 s. (Enciclopedia Popular 22). In: Československý časopis historický 12, 1964, s. 78-80.
- Desider Galský, Panamské dobrodružství.  Praha, Nakladatelství politické literatury1963. 151 s. In: Československý časopis historický 12, 1964, č. 1, s. 118.
- John Edwin Fagg, Latin America: A General History. New York 1963. 1070 s. In: Československý časopis historický 12, 1964, č. 1, s. 119.
- Ramón Gómez Ramírez, Tendencias de la Economia Mexicana. México, Escuela Nacional de Economía 1962. 178 s. In: Československý časopis historický 12 [62], 1964, č. 1, s. 119.
- The Hispanic American Historial Review 42,  Durham, Duke University Press 1962, č. 1 - 4. In: Československý časopis historický 12, 1964, č. 1, s. 119-120.
- José A. Portuondo, Hacia una nueva Historia de Cuba, Cuba Socialista 3, 1963, č. 24, s. 24-39.  In: Československý časopis historický 12, 1964, č. 2, s. 287.
- Bibliografía de Centroamérica y del Caribe, Argentina y Venezuela, 1959. Edición realizada bajo el cuidado de la Comisión Nacional Cubana de la UNESCO. In: Československý časopis historický 12, 1964, č. 2, s. 287.
- La cuestión de la tierra, 1.-4. (1910-11, 1911-13, 1913-14, 1915-17). Colección de folletos para la historia de la Revolución Mexicana. México, 1960 - 1962. 333, 311, 395, 367 s. In: Československý časopis historický 12, 1964, č. 2, s. 287-288.
- Arthur P. Whitaker, Nationalism in Latin America. Gainesville, 1962. 91 s. In: Československý časopis historický 12, 1964, č. 5, s. 761-762.
- Presencia Internacional de Adolfo López Mateos.. México, 1963. 656 s. In: Československý časopis historický 12, 1964, č. 5, s. 762.
- Daniel Cosío Villegas, Historia Moderna de México. El Porfiriato. La Vida Política Exterior. Parte Segunda.  México, 1963. 967 s. In: Československý časopis historický 12, 1964, č. 5, s. 784.
- Dvě syntézy amerických dějin. In: Československý časopis historický 12, 1964, č. 6, s. 884-888: Silvio Zavala, Programa de historia de América en la Epoca Colonial. México, 1961. 405 s.; Charles C. Griffin, The National Period in the History of the New World. An Outline and Commentary. México, 1961. 267 s.
- Bibliografia Americanista Española 1935-1963. Sevilla, 1964. 565 s. In: Československý časopis historický 13, 1965, č. 1, s. 123-124.
- Angel María K. Garibay, Poesia Náhuatl. 1. México, Universidad Nacional Autónoma 1964. 241 s. In: Československý časopis historický 13, 1965, č. 1, s. 124.
- Miguel León Portilla - Alfredo Barrera Vásquez - Luis González - Ernesto de la Torre - Maria del Carmen Velázquez, Historia Documental de México. México, Universidad Nacional Autónoma 1964. 436 s. In: Československý časopis historický 13, 1965, č. 2, s. 290.
- Valerianus Meysztowicz (ed.), Documenta Polonica ex Archivo Generali Hispaniae in Simancas. Roma, Institutum Historicum Polonicum Romae 1970. 262 s. (Elementa ad Fontium Editiones 21.) In: Československý časopis historický 19, 1971, č. 2, s. 292.
- Bernardo García Martínez, El Marquesado del Valle. Tres siglos de régimen señorial en Nueva España. México, Colegio de México, Centro de Estudios Históricos 1969. 175 s. (Nueva Serie. 5.) In: Československý časopis historický 19, 1971, č. 5, s. 764.
- Silvio Zavala, El Mundo Americano en la Epoca Colonial. Sv. 1., 2. In: Československý časopis historický 19, 1971,  č. 5, s. 767.
- Sheburne F. Cook - Woodrow Borah, Essays in Population History. Mexico and the Caribbean. Volume One. Berkeley - Los Angeles – London, University of California Press 1971. 14 + 455 s.  In: Československý časopis historický 20, 1972,  č. 6, s. 929-930.
- Jorge Ibarra, Algunos problemas teóricos y metodológicos de la historiografia cubana. Santiago, Revista de la Universidad de Oriente 1971, s. 185-193. In:  Československý časopis historický 20, 1972, č. 6, s. 952-953.
- Historiografía y Bibliografía Americanistas. Sevilla, Escuela de Estudios Hispanoamericanos 1971, č. 1, 2. In: Československý časopis historický 20, 1972, č. 6, s. 953.
- Dwight B. Heath, Historical Dictionary of Bolivia. Metuchen, The Scarecrow Press 1972. 324 s.  In: Československý časopis historický 21, 1973, č. 4, s. 63
- The Study of Latin American History and Society in Scandinavia. Stockholm, Institute of Latin American Studies 1973. 96 s. In: Československý časopis historický 21, 1973, č. 6, s. 936.
- Frederic P. Bowser, The African in Colonial Spanish America: Reflections on Research Achievements and Priorities, in: Latin American Research Review, Austin 1972, s. 77-94.  In: Československý časopis historický 21, 1973, č. 6, s. 936-937.
- Nelson P. Valdés - Edwin Lieuwen, The Cuban Revolution. A Research-Study Guide 1959-1969. Albuquerque, University of Mexico Press 1971. 230 s. In: Československý časopis historický 21, 1973, č. 6, s. 938.
- Miguel Izard, El comercio venezolano en una época de transición: 1777-1830, in: Miscellanea Barcinonensia, Barcelona 1971, s. 7-44 . In: Československý časopis historický 22, 1974, č. 1, s. 129-130.
- David A. Brading, Miners and Merchants in Bourbon Mexico 1763-1810. London, Cambridge UP 1971. 17 + 382 s. (Cambridge Latin American Studies 10.) In: Československý časopis historický 22, 1974, č. 1, s. 131.
- Ursula Schlenther, Im Reiche El Dorado. Eine Kulturgeschichte der Indianer in Kolumbien. 2. vyd. Leipzig – Jena – Berlin, Urania Verlag 1973. 184 s.  In: Československý časopis historický 22, 1974, č. 1, s. 132.
- Verhandlungen des 38. Internationalen Amerikanistenkongresses. Stuttgart - München, 12. bis 18. August 1968. München, 1972. 470 s.  In: Československý časopis historický 22, 1974, č. 1, s. 137.
- Renate Hauschild-Thiessen -  Elfriede Bachmann, Führer durch die Quellen zur Geschichte Lateinamerikas in der Bundesrepublik Deutschland. Hrsg. Karl H. Schwebel. Bremen, Staatsarchiv der Freien Hansestadt Bremen 1972. (Führer durch die Quellen zur Geschichte der Nationen A, Lateinamerika.)  In: Československý časopis historický 22, 1974, č. 2, s. 297.
- Peter Gerhard, A Guide to Historical Geography of New Spain. Cambridge UP, 1972. 476 s. (Cambridge Latin American Studies 14.) In: Československý časopis historický 22, 1974, č. 6, s. 909-910.
- Alfred W. Crosby, Jr., The Columbian Exchange. Biological and Cultural Consequences of 1492. Westport (Connecticut), Greenwood Publishing Company 1972. 268 s. (Contribution in American Studies, No. 2.) In: Československý časopis historický 22, 1974, č. 6, s. 910-911.
- María Elena Bribiesca Sumano, La enseňanza de la paleografía. México, Dirección de Educación Superior 1973. 325 s.
- Joseph Pérez, L'Espagne du 16 siècle. Paris, Armand Colin 1973. 256 s. In: Československý časopis historický 23, 1975, č. 1, s. 130.
- Emilia Salvador, La economía valenciana en el siglo 16. (Comercio de importación.) Valencia, Universidad de Valencia 1972. 408 s. In: Československý časopis historický 23, 1975, č. 1, s. 130-131
- Ruth Pike, Aristocrats and Traders. Sevillian Society in the Sixteenth Century. Ithaca-London, Cornell UP 1972. XIII+243 s. In: Československý časopis historický 23, 1975, č. 1, s. 131.
- Francisco  Morales Padrón, Historia de Hispanoamérica. Sevilla, Publicaciones de la Universidad de Sevilla 1972. 487 s. In: Československý časopis historický 23, 1975, č. 1, s. 146
- María Elena Bribiesca Sumano, La enseňanza de la paleografía. México, Dirección de Educación Superior 1973. 325 s.  In: Československý časopis historický 23, 1975, č. 1, s. 152
- William B. Taylor,  Landlord and Peasant in Colonial Oaxaca. Stanford, University Press 1972. 287 s. In: Československý časopis historický 23, 1975, č. 2, s. 275
- A. P. Moskalenko, Puerto-Riko i SŠA. Moskva, Nauka 1974. 207 s. In: Československý časopis historický 12, 1975, č. 2, s. 297-298.
- N. Poyárkova, El estudio de América Latina en URSS, in: Revista de la Universidad de Oriente, Santiago, diciembre 1973 – marzo de 1974, s. 259-284. In: Československý časopis historický 12, 1975, č. 2, s. 298.
- Manuel Fernández Álvarez (ed.), Corpus Documental de Carlos V. Vol. 1. (1516-1539). Salamanca, Consejo Superior de Investigaciones Científicas - Universidad de Salamanca - Fundación Juan March 1973. 562 s. In: Československý časopis historický 23, 1975, č. 3, s. 430.
- Ernesto de la Torre Villar, Fray Pedro de Gante. Maestro y civilizador de América. México, Seminario de Cultura Mexicana 1973. 143 s.  In: Československý časopis historický 23, 1975, č. 3, s. 430.
- Nikolaj Matvejevič Lavrov, Meksikanskaja revoljucia 1910-1917 gg. Moskva, Nauka 1972. 290 s. In: Československý časopis historický 23, 1975, č. 3, s. 436.
- Eberhardt Victor Niemeyer, Revolution at Querétaro. The Mexican Constitutional Convention of 1916-1917. Austin, University of Texas 1974. 297 s. In: Československý časopis historický 23, 1975, č. 3, s. 436.
- George C. Vaillant, Aztékové. Původ, vzestup a pád národa Aztéků. Praha, Orbis 1974. 257 s. In: Československý časopis historický 23, 1975, č. 4, s. 606.
- Josef Opatrný, Benito Juárez. Praha, Horizont 1974. 95 s. In: Československý časopis historický 23, 1975, č. 4, s. 609.
- Kolonialismus, imperialismus a fašismus v ibero-americkém světě. Praha, Universita Karlova 1973. 227 s. (Acta Universitatis Carolinae. Philosophica et Historica 3-4. Studia Historica 9-10.) In: Československý časopis historický 23, 1975, č. 4, s. 627-628.
- Manuel Fernández Alvarez, Corpus Documental de Carlos V. Vol. 2. (1539-1548). Salamanca, Consejo Superior de Investigaciones Científicas - Universidad de Salamanca - Fundación Juan March 1975. 671 s. In: Československý časopis historický 25, 1977, č. 3, s. 443.
- Adelaida Michajlovna Zorina, Rabočeje dviženije na Kube ot pervych vystuplenij proletariata do obrazovanija Kommunističeskoj partii. Moskva, Nauka 1975. 271 s. In: Československý časopis historický 25, 1977, č. 3, s. 450
- Rossijsko-kubinskie i sovetsko-kubinskie svjazi XVIII-XX vekov. Moskva, Nauka 1975. 351 s.  In: Československý časopis historický 25, 1977, č. 4, s. 622.
- Jan Kovanda, Latinská Amerika - kontinent v pohybu. Praha, Svoboda 1976. 437 s. In: Československý časopis historický 25, 1977,  č. 4, s. 630-631
- El servicio personal de los indios en el Perú (extractos del siglo 16). Tomo 1. México, El Colegio de México 1978. VII + 360 s. In: Československý časopis historický 27, 1979, č. 5, s. 764.
- Zbigniew Marcin Kowalewski, Gerilla latyno-amerykańska. Szkice z dziejów rewolucyjnych walk partyzanskich 20 wieku. Wroclaw - Warszawa - Kraków – Gdańsk, Ossolineum 1978. 236 s. In: Československý časopis historický 27, 1979, č. 5, s. 775-776.
- Josep Fontana, La crisis del Antiquo régimen 1808-1833. Barcelona, Editorial Crítica 1979. 290 s. (Guías de historia contemporánea de Espaňa 1.) In: Československý časopis historický 28, 1980, č. 3, s. 456-457.
- Magnus Mörner, Perfil de la sociedad rural del Cuzco a fines de la colonia. Lima, Universidad del Pacífico 1978. 187 s. In: Československý časopis historický 28, 1980, č. 4, s. 615
- Magnus Mörner, Evolución demográfica de Hispanoamérica durante el período colonial. Stockholm, Institute of Latin America Studies 1979. 77 s. In: Československý časopis historický 28, 1980, č. 4, s. 615.
- J. R. Bruijn  - F. S. Gaastra – I. Schöffer (Eds.), E. S. van Eyck van Heslinga (Asist.), Dutch-Asiatic Shipping in the 17th and 18th Centuries. Vol. II: Outward-bound voyages from the Netherlands to Asia and the Cape (1595-1794). Vol. III: Homewardbound voyages from Asia and the Cape to the Netherlands (1597-1795). Haag, Matinus Nijhoff 1979. 765 s., 626 s. (Rijks Geschiedkundige Publikatien … Grote Serie 166, 167.)  In: Československý časopis historický 28, 1980, č. 6, s. 930-931.
- Zdenko Šolle, Neue Geschichtspunkte zum Galilei-Prozess. (Mit neuen Akten aus böhmischen Archiven.) Wien, Verlag der Österreichischen Akademie der Wissenschaften 1980. 71 s. (Österreichische Akademie der Wissenschaften. Philosophisch-historische Klasse. Sitzungsberichte, Bd. 361.)  In: Československý časopis historický 29, 1981, č. 5, s. 770.
- Ibero-Americana Pragensia. Anuario del Centro de Estudios Ibero-Americana de la Universidad Carolina de Praga 12. Praha, Univerzita Karlova 1978 (1980). 270 s.  In: Československý časopis historický 29, 1981, č. 5, s. 792-793.
- J. G. Smit – J. Roelevink (Eds.), Resolutiën der Staten-Generaal. Nieuwe reeks 1610-1670. Vierde deel 1619-1620. Gravenhage, Martinus Nijhoff 1981. 774 s. (Rijks Geschiedkundige Publicatiën … Grote Serie 176.)   In: Československý časopis historický 30, 1982, č. 2, s. 285.
- Universidad Central de Venezuela-Facultad de Humanidades y Educación. Materiales para el estudio de la cuestión agraria en Venezuela (1810-1865). Mano de obra: legislación y administración. Vol. 1. [Estudio preliminar por Lic. Antonieta Camacho.] Caracas 1979. 736 s.  In: Československý časopis historický 30, 1982, č. 2, s. 286
- Ernesto de la Torre Villar, Los pareceres de Don Juan de Paddilla y Diego de León Pinelo acerca de la enseňanza y buen tratamiento de los indios. México, UNAM 1979. 125 s.,70 f. (Suplemento al Boletín del Instituto de Investigaciones Bibliográficas 6.)  In: Československý časopis historický 30, 1982, č. 3, s. 460.
- Latinoamérica. Cuadernos de Cultura Latinoamericana. México, UNAM 1978-1979 [vyd. 1979], č. 1-100.  In: Československý časopis historický 30, 1982, č. 6., s. 931-932.
- Hans Kaufmann, Maurové a Evropa. Cesty arabské vědy a kultury. Praha, Panorama 1982. 182 s. In: Československý časopis historický 31, 1983, č. 2, s. 285-286.
- Spis o nových zemích a o novém světě. Faksimilie a výklad plzeňského tisku Mikuláše Bakaláře z roku 1506. Ed. Pravoslav Kneidl. Praha, Památník národního písemnictví 1981. 189 s. + obr. příl. In: Československý časopis historický 31, 1983, č. 3, s. 438-439
- Mélanges de la Casa de Velázquez 17. Paris, Diffusion de Boccard 1981. 588 s. In: Československý časopis historický 31 [81], 1983, č. 3, s. 465.
- Ibero-Americana Pragensia. Anuario del Centro de Estudios Ibero-Americanos de la Universidad Carolina de Praga. Facultad de Filosofía. Aňo 13-1979. Praha, Univerzita Karlova 1982. 291 s. In: Československý časopis historický 31, 1983, č. 6, s. 937-938
- Manuel Fernández Álvarez (ed.), Corpus Documental de Carlos V. Vol. III (1548-1554). Salamanca, Ediciones Universidad de Salamanca, 1977. 967 s.; Corpus Documental de Carlos V. Vol. IV (1554-1558). Salamanca, Ediciones Universidad de Salamanca 1979. 577 s.; Corpus documental de Carlos V. Vol. V - Indices. Salamanca, Ediciones Universidad de Salamanca 1981. 321 s. In: Československý časopis historický 32, 1984, č. 2, s. 284.
- Oldřich Kašpar, Nový Svět v české a evropské literatuře 16.-19. století. Praha, Univerzita Karlova 1983. 122 s. + 31 obr. příl. (Acta Universitatis Carolinae. Philosophica et historica 1980. Monographia 84.) In: Československý časopis historický 32, 1984, č. 2, s. 285.
- Heinrich Loth, Das portugiesische Kolonialreich. Aufstieg und Fall. Berlin, VEB Deutscher Verlag der Wissenschaften 1982. 241 s. In: Československý časopis historický 32, 1984, č. 2, s. 286.
- Ernesto de la Torre Villar - Ramiro Navarro de Anda, Metodología de la investigación bibliográfica, archivística y documental. México – Bogotá - Buenos Aires etc., McGraw-Hill 1982. 298 s. In: Československý časopis historický 32, 1984, č. 2, s. 307.
- Ernesto de la Torre Villar, La Independencia Mexicana. Tomo 1-3. México, Fondo de Cultura Económica 1982. 740 s. In: Československý časopis historický 32, 1984, č. 4, s. 601.
- Martín de Ugalde, Historia de Euskadi IV.  Madrid - Barcelona, Cupsa Editorial Planeta 1982. 552 s. In: Československý časopis historický 32, 1984, č. 4, s. 601-602.
- Juan Carlos Pereira, Introducción al estudio de la política exterior de España (siglos XIX y XX). Madrid, Akal editor 1983. 256 s. In: Československý časopis historický 32, 1984, č. 5, s. 769.
- Antonio Gómez Mendoza, Ferrocarriles y cambio económico en España (1855-1913). Un Enfoque de nueva historia económica. Madrid, Alianza Editorial 1982. 278 s. In: Československý časopis historický 32, 1984, č. 5, s. 770.
- Guida agli archivi della Resistenza a cura della Commissione Archivi-Biblioteca dell' Instituto nazionale per la storia del movimento di liberazione in Italia. (Publicazioni degli Archivi di Stato. Strumenti IC.) In: Československý časopis historický 33, 1985, č. 1, s. 151-152.
- Miriam Halpern Pereira, Politica y economía. Portugal en los siglos XIX y XX. Barcelona, Editorial Ariel 1984. 204 s. In: Československý časopis historický 33, 1985, č. 2, s. 282-283.
- Daniel Arasa, Aňos 40: los maquis y el PCE. Barcelona 1984. In: Československý časopis historický 33, 1985, č. 1, s. 139.
- Laird W. Bergad, Coffee and the Growth of Agrarian Capitalism in Nineteenth-Century Puerto Rico. Princeston, N.Y., University Press 1983. 242 s. In: Československý časopis historický 33, 1985, č. 3, s. 442-443.
- Aurora Bosch Sánchez, Ugetistas y libartarios. Guerra civil y Revolución en el País Valenciano, 1936-1939. Valencia,: Institución Alfonso el magnánimo, Diputación Provincial de Valencia 1983. 402 s. In: Československý časopis historický 33, 1985, č. 3, s. 449-450.
- Raúl Hernández Castellón, El proceso de la revolución demográfica en Cuba. La Habana, Centro de Estudios Demográficos - Universidad de la Habana 1984. 260 s. In: Československý časopis historický 33, 1985, č. 4, s. 628.
- Alejandro López López, El Boicot de la Derecha a las reformas de la Segunda República. La minoría agraria, el rechazo constitucional y la cuestión de la tierra. Madrid, Instituto de Estudios Agrarios, Pesqueros y Alementarios 1984. 456 s. In: Československý časopis historický 34, 1986, č. 2, s. 286.
- Bibliografía de Magnus Mörner, 1947-1984. Homenaje a su 60 aniversario. Estocolm, Instituto de Estudios Latinoamericanos 1984. 44 s.  In: Československý časopis historický 34, 1986, č. 2, s. 311.
- Pablo Iglesias, Escritos y discursos. Antología crítica. Ed. Enrique Moral Sandoval. Santiago de Compostela, Ediciones Sálvora 1984. 661 s. In: Československý časopis historický 35, 1987, č. 6, s. 916-917.
- Z nejnovějších prací k diktatuře Prima de Rivery. In: Sborník k problematice dějin imperialismu 23, 1988, s. 197-221.
- Josef Opatrný, Antecedentes históricos de la formación de la nación cubana. Praha, Universidad Carolina 1986. 254 s. (Ibero-Americana Pragensia, Supplementum 3, 1984.) In: Československý časopis historický 36, 1988, č. 2, s. 255-258.
- Olga Portuondo Zúñiga, Nicolás Josep Ribera. La Habana, Editorial de Ciencias Sociales 1986. 206 s. In: Československý časopis historický 36, 1988, č. 6, s. 921-922.
- Antonio Peiró Arroyo, Las Cortes Aragonesas de 1808. Pervivencias forales y revolución popular. Zaragoza, Cortes de Aragón 1985. 131 s. In: Československý časopis historický 36, 1988, č. 6, s. 922.
- Consuelo Naranjo Orovio, Cuba, otro escenario de lucha. La guerra civil española y el exilo republicano español.  Madrid, Consejo Superior de Investigaciones Científicas 1988. 336 s. (Colección Tierra Nueva y Cielo Nuevo. 24.) In: Český časopis historický 88, 1990, č. 3, s. 439.
- Bohumír Lifka, Radomyšl. Dějiny jihočeského městečka a jeho okolí.  Ed. Bořivoj Nechvátal.  Radomyšl, Obecní úřad 1993. 299 s.  In: Český časopis historický 92, 1994, č. 1, s. 158-159.
- Španělština do kapsy. 1 600 praktických vět, 3 000 slovíček, gramatika, turistický průvodce. Odborný překlad Ing. Zdeněk Kusý. Bučovice, Vydavatelství RO-TO-M 1993. 320 s. In: Cizí jazyky ve škole 1994-1995, č. 1-2, s. 75-76.
- Bohumír Roedl, Ve jménu inky Túpaka Amarua. Praha, Scriptorium 1998. 352 s., il., mp. In: Český časopis historický 97, 1999, č. 4, s. 836-838.
- Jan Filipský a kol. Čeští a slovenští orientalisté, afrikanisté a iberoamerikanisté. Praha, Libri 1999. 620 s., il. (Kdo byl kdo.). In: Ibero-Americana Pragensia 33, 1999, s. 244-245.
- Základní dílo o Filipovi II. In: Historický obzor 11, 2000, č. 5/6, s. 136.
- Josef  Opatrný, Kuba. Praha, Libri 2002. 100 s. (Stručná historie států 1.) In: Český časopis historický 100, 2002, č. 3, s. 660.
- Josef Opatrný, Mexiko. Praha, Libri 2003. 212 s. (Stručná historie států 14.) In: Ibero-Americana Pragensia 37, 2003 (2004), s. 213-214
- Tesoros de la Real Academia de Historia. Madrid, Real Academia de Historia - Patrimonio Nacional 2001. 381 s. In: Český časopis historický 102, 2004, č. 3, s. 656.
- Tragic Triangel. The Netherlands, Spain and Bohemia 1617-1621 de Josef Polišensk. In: Demetrio Estébanez Calderón (ed.), El hispanismo en la República checa. [T.] II. Praha: Filozofická fakulta UK 2001, s. 295-298.
- Josef Opatrný (ed.), Cambios y revoluciones en el Caribe hispano de los siglos 19 y 20. Praha, Karolinum 2003. 296 s. (Ibero-Americana Pragensia, Supplementum 11, 2003)  In: Český časopis historický 102, 2004, č. 4, s. 861-863.
- Sandro Pellegrini, "Serenissimi Signori". La corrispondenza dei consoli genovesi a Cadice (ante 1523-1805).  Genova, Officine Grafiche Canessa 2005. 478 s. In: Český časopis historický 103, 2005, č. 4, s. 950-951.
- Milada Bazant - Jan Jakub Bazant (eds.), Diario de un soldado. Josef Mucha en México, 1864-1867. México, Miguel Angel Porrúa Grupo Editorial 2004. 149 s. In: Český časopis historický 103, 2005, č. 4, s.  955-956.
- Príncipe Alberto de Baviera - Gabriel Maura Gamazo (eds.), Documentos inéditos referentes a las postrimerías de la Casa de Austria en España. Vol. I: 1678-1697, vol. II: 1698-1703. Madrid, Real Academia de la Historia, Centro de Estudios Políticos y Constitucionales 2004. 1439 s. In: Český časopis historický 104, 2006, č. 1, s. 169; Ibero-Americana Pragensia 39, 2005 (2006), s. 237-238.
- Josef Opatrný (ed.), Emigración centroeuropea a América Latina. III. Praha, Karolinum 2005. 175 s. (Ibero-Americana Pragensia, Supplementum 13, 2005) In: Český časopis historický 104, 2006, č. 1, s. 147-149; Ibero-Americana Pragensia 39, 2005 (2006), s. 245-246.
- Josef Opatrný (ed.), Emigración centroeuropea a América Latina. IV. Emigración en testimonios y novelas.   Praha, Karolinum 2006. 189 s. (Ibero-Americana Pragensia, Supplementum 17, 2006) In: Český časopis historický 105, 2007, č. 4, s. 962-964.
- Jorge Alejandro Eiroa Rodríguez, Antigüedades Medievales. Madrid, Real Academia de la Historia 2006. 224 s. (Publicaciones del Gabinete de Antigüedades de la Real Academia de la Historia. Catálogo del Gabinete de Antigüedades 1, Antigüedades 2, 3.) In: Český časopis historický 105, 2007, č. 4, s. 967-968.
- Bohumír Roedl, Araukánské války 1546-1681. Španělské Flandry v Chile. Praha, Scriptorium 2007. 356 s. In: Český časopis historický 106, 2008, č. 2, s. 439-440; Ibero-Americana Pragensia 41, 2007 (2009), s. 277-280.
- Gonzalo Anes y Álvarez de Castrillón (ed.), Veinticinco años de la Constitución Española. Madrid, Real Academia de la Historia 2006. 291 s. In: Český ča Scriptoorium 2007, 356 págs.sopis historický 106, 2008, č. 3, s. 676-678.
- Mariano Gambín García - María Amada Ramos Rodríguez - Leocadia Pérez González, Santa Cruz de Tenerife.  S. l., Oristán y Gociano 2006. 542 s. In: Český časopis historický 106, 2008, č. 4, s. 941-942.
- Jorge A. Eiroa Rodríquez, Antigüedades Medievales (Real Academia de la Historia, Catálogo del Gabinete de las Antigüedades). Madrid, Real Academia de la Historia 2006, 224 págs. In Ibero-Americana 41, 2007(2010), s. 273.
- Bohumír Roedl, Araukánské války 1546-1881. Španělské Flandry v Chile. Praha, Scriptorium 2007, 356 págs.,In Ibero-Americana 41, 2007(2010), s. 277-280.
- Joaquim Albareda i Salvadó, La Guerra de Sucesión de España (1700-1714). Barcelona, Editorial Crítica 2010. 553 s. In: Ibero-Americana Pragensia 44, 2010(2016), p. 136-142; Český časopis historický 111, 2013, č. 2, s. 414-420.

### Jubilea, nekrology
- Housková, Anna – Opatrný, Josef: Homenaje a tres personajes destacados de la Iberoamericanística checa: Hedvika Vydrová, Bohumír Roedl, Bohumil Baďura. In: Ibero-Americana Pragensia 33, 1999, s. 13-21.
- Binková, Simona: El Centro de Estudios Ibero-Americanos celebra el 80 aniversario de sus colegas, historiadores Bohumír Roedl y Bohumil Baďura. In:  Ibero-Americana Pragensia 43, 2009(2012), s.19-21.
- Opatrný, Josef: Bohumil Baďura (18.7.1929-21.9.2014). In: Český časopis historický = The Czech Historical Review Praha : Historický ústav AV ČR, Roč. 112, č. 4 (2014), s. 829-831. Dostupné na: https://biblio.hiu.cas.cz/files/52757#pagemode=thumbs&page=234
- Opatrný, Josef: Recordando a Bohumil Baďura (1929-2014). In: Ibero-Americana Pragensia.   Anuario del Centro de Estudios Ibero-Americanos de la Universidad Carolina de Praga, XLV, 2017, s. 15–19. Full text: https://www.karolinum.cz/ink2_stat/dload.jsp?prezMat=116403
- Baďura, Bohumil - Vázquez Cienfuegos, Sigfrido (ed.): Una breve semblanza autobiográfica (correo de Bohumil Baďura a Sigfrido Vázquez Cienfuegos). In: Ibero-Americana Pragensia.   Anuario del Centro de Estudios Ibero-Americanos de la Universidad Carolina de Praga, XLVI, 2018, núm. 1, pp. 83-95. Full text: https://www.karolinum.cz/ink2_stat/dload.jsp?prezMat=121815